# Filippo Pozzato

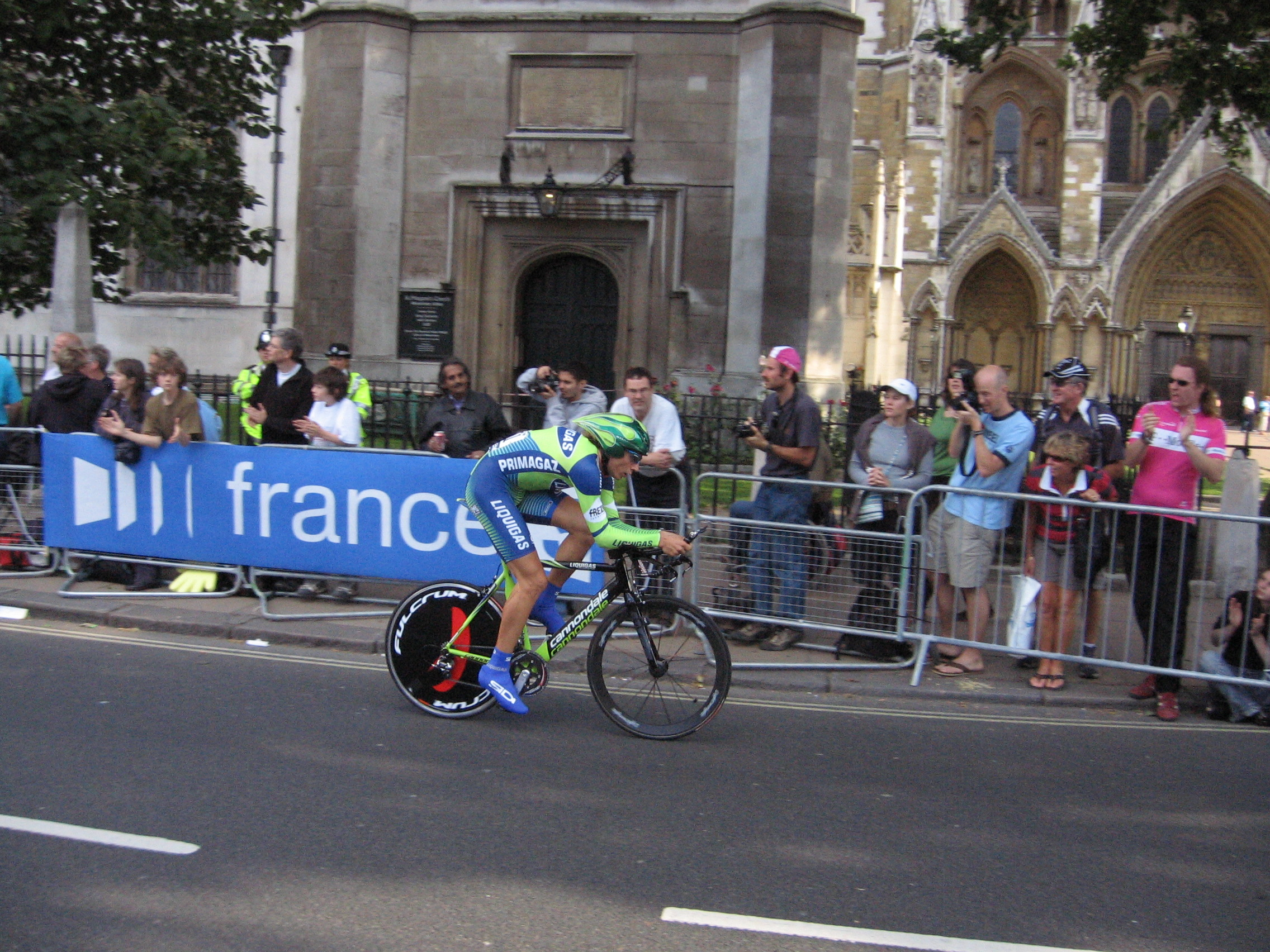
Pozzato tijdens de proloog van de Ronde van Frankrijk 2007

Filippo Pozzato (Sandrigo, 10 september 1981) is een voormalig Italiaans wielrenner die anno 2018 reed voor Wilier Triestina-Selle Italia. Zijn bijnaam is Pippo.

## Biografie
Pozzato werd in 2000 prof bij Mapei-Quick·Step waar hij tot en met 2002 reed. In 2003 en 2004 reed hij voor Fassa Bortolo waar hij een etappezege in de Tour van 2004 behaalde. In 2005 keerde hij terug naar Quick·Step, waarvoor hij in 2005 de HEW Cyclassics won en Milaan-San Remo 2006.
In 2007 vertrok Pozzato naar Liquigas. In zijn eerste jaar voor zijn nieuwe werkgever won hij meteen de Ronde van de Haut-Var en Omloop Het Volk maar in de grote topklassiekers kwam hij wat tekort. Later in het jaar won hij een rit in de Ronde van Frankrijk. 2008 was een iets minder succesvol jaar voor Pozzato, al wist hij nog wel enkele overwinningen en ereplaatsen te behalen.
In 2009 kwam Pozzato uit voor het Russische Katjoesja, een voortzetting van Tinkoff Credit Systems. Hij werd daar teamgenoot van onder andere Gert Steegmans. In de Driedaagse van De Panne-Koksijde van dat jaar leek hij op weg naar de eindoverwinning, maar hij gaf op vóór de afsluitende tijdrit om zich voor te bereiden op de Ronde van Vlaanderen.
In 2011 werd Pozzato gecontracteerd door de ploeg Farnese Vini Selle Italia, waar hij onder meer Kevin Hulsmans aan zijn zijde heeft. In het voorjaar van 2012 brak Pozzato zijn rechter sleutelbeen tijdens de vijfde etappe van de ronde van Qatar. Amper een week na deze val maakte Pozzato weer zijn introductie in het peloton door aan te treden in de Trofeo Laigueglia. Zijn prestaties in de voorjaarsklassiekers (2de in Ronde van Vlaanderen, 6de in Milaan-San Remo en 9de in Gent-Wevelgem) werden ook opgemerkt door de grote ploegen. Tijdens het seizoen werd bekendgemaakt dat Pozzato na amper 1 jaar de ploeg alweer verlaat voor Lampre.
In september 2012 werd Pozzato voor drie maanden geschorst vanwege zijn banden met dopingdokter Michele Ferrari.

## Belangrijke overwinningen
2002
- 1e etappe Ronde van de Toekomst
- 5e etappe Ronde van de Toekomst
- 4e etappe Ronde van Slovenië
- 7e etappe Ronde van Slovenië
- Eindklassement Ronde van Cuba
- Duo Normand (met Jevgeni Petrov)
- Tour du Lac Léman
- Ronde van het Maggioremeer

2003
- 2e etappe Tirreno-Adriatico
- Eindklassement Tirreno-Adriatico
- Trofeo Laigueglia
- Trofeo Matteotti

2004
- 7e etappe Ronde van Frankrijk
- Trofeo Laigueglia

2005
- 2e etappe Ronde van Duitsland
- HEW Cyclassics
- Ronde van Lazio

2006
- Milaan-San Remo
- 3e etappe Ronde van Groot-Brittannië

2007
- Ronde van de Haut-Var
- Omloop Het Volk
- 5e etappe Ronde van Frankrijk
- Trofeo Matteotti
- 6e etappe Ronde van Polen

2008
- 1e etappe Ronde van de provincie Grosseto
- Eindklassement Ronde van de provincie Grosseto

2009
- E3 Prijs Vlaanderen
- 1e etappe Driedaagse van De Panne-Koksijde
- Italiaans kampioen op de weg, Elite
- Ronde van Veneto
- Coppa Placci

2010
- 12e etappe Ronde van Italië
- Franco Ballerini Day
- Herald Sun World Cycling Classic Ballaret

2011
- GP Beghelli

2012
- GP Industria & Artigianato-Larciano

2013
- Trofeo Laigueglia
- Coppa Agostoni
- GP Ouest France-Plouay

## Resultaten in voornaamste wedstrijden
| Jaar | Ronde van Italië | Ronde van Frankrijk | Ronde van Spanje |
| ---- | ---------------- | ------------------- | ---------------- |
| 2003 |                  |                     |                  |
| 2004 |                  | 116e (1)            |                  |
| 2005 | 84e              |                     |                  |
| 2006 |                  | 132e                |                  |
| 2007 |                  | opgave (1)          |                  |
| 2008 |                  | 67e                 | opgave           |
| 2009 | opgave           | 100e                |                  |
| 2010 | 45e (1)          |                     | opgave           |
| 2011 |                  |                     |                  |
| 2012 | opgave           |                     |                  |
| 2013 | 120e             |                     |                  |
| 2014 |                  |                     | opgave           |
| 2015 |                  | 125e                |                  |
| 2016 | 113e             |                     |                  |
| 2017 | 104e             |                     |                  |
| 2018 |                  |                     |                  |

| Jaar | Milaan-San Remo | Gent-Wevelgem | Ronde van Vlaanderen | Parijs-Roubaix | Amstel Gold Race | Luik-Bast.‑Luik | Ronde van Lombardije | Omloop Het Nieuwsblad | Parijs-Tours | Cyclassics Hamburg |  | WK op de weg |  | Wereldranglijsten |
| ---- | --------------- | ------------- | -------------------- | -------------- | ---------------- | --------------- | -------------------- | --------------------- | ------------ | ------------------ |  | ------------ |  | ----------------- |
| 2003 | opgave          |               | opgave               |                | 74e              | opgave          |                      | 6e                    |              | 71e                |  |              |  |                   |
| 2004 | 63e             |               | 108e                 |                | 75e              | opgave          |                      |                       |              | 56e                |  |              |  |                   |
| 2005 |                 | 52e           | 43e                  | opgave         | 78e              | opgave          | opgave               |                       | 14e          | ↑                  |  | 54e          |  | 54e (UPT)         |
| 2006 | ↑               | 4e            | 13e                  | 15e            | 52e              |                 | 42e                  | 5e                    | 10e          | ↑                  |  | 51e          |  | 19e (UPT)         |
| 2007 | 19e             | 41e           | 14e                  | 35e            |                  |                 | 19e                  | ↑                     | 82e          | 19e                |  | 51e          |  | 65e (UPT)         |
| 2008 | ↑               | 13e           | 6e                   | 49e            |                  |                 |                      |                       | 42e          |                    |  |              |  | 60e (UPT)         |
| 2009 | 22e             | opgave        | 5e                   | ↑              |                  |                 | opgave               |                       | 4e           |                    |  | 21e          |  | 30e (UWK)         |
| 2010 | 29e             |               |                      | 7e             | 80e              |                 | opgave               | 10e                   | 57e          | 64e                |  | 4e           |  | 80e (UWK)         |
| 2011 | 5e              | 64e           | 38e                  | opgave         |                  |                 | opgave               |                       |              |                    |  |              |  | 86e (UWT)         |
| 2012 | 6e              | 9e            | ↑                    | opgave         |                  |                 | opgave               |                       |              |                    |  |              |  |                   |
| 2013 | 33e             | 39e           | 44e                  | 22e            |                  |                 |                      | 86e                   |              | 58e                |  | 17e          |  | 47e (UWT)         |
| 2014 | 30e             | opgave        | 17e                  | 50e            |                  |                 |                      |                       |              |                    |  |              |  | 177.e (UWT)       |
| 2015 | 41e             | opgave        | 12e                  | 65e            |                  |                 |                      |                       |              |                    |  |              |  |                   |
| 2016 | 8e              |               | 75e                  |                |                  |                 | opgave               | 57e                   |              |                    |  |              |  |                   |
| 2017 | 31e             |               | 8e                   |                |                  |                 |                      |                       |              |                    |  |              |  |                   |
| 2018 | 52e             |               |                      |                |                  |                 |                      |                       |              |                    |  |              |  |                   |

## Ploegen
- 2000 –  Mapei-Quick Step
- 2001 –  Mapei-Quick Step
- 2002 –  Mapei-Quick Step-Latexco
- 2003 –  Fassa Bortolo
- 2004 –  Fassa Bortolo
- 2005 –  Quick Step-Innergetic
- 2006 –  Quick Step-Innergetic
- 2007 –  Liquigas
- 2008 –  Liquigas
- 2009 –  Team Katjoesja
- 2010 –  Team Katjoesja
- 2011 –  Katjoesja Team
- 2012 –  Farnese Vini-Selle Italia
- 2013 –  Lampre-Merida
- 2014 –  Lampre-Merida
- 2015 –  Lampre-Merida
- 2016 –  Wilier Triestina-Southeast [a]
- 2017 –  Wilier Triestina-Selle Italia
- 2018 –  Wilier Triestina-Selle Italia

1. ↑  Tot de Ronde van Italië heette de ploeg Southeast-Venezuela, maar na het aantrekken van Wilier Triestina als hoofdsponsor werd de naam veranderd.